# Inselmuseum (Poel)

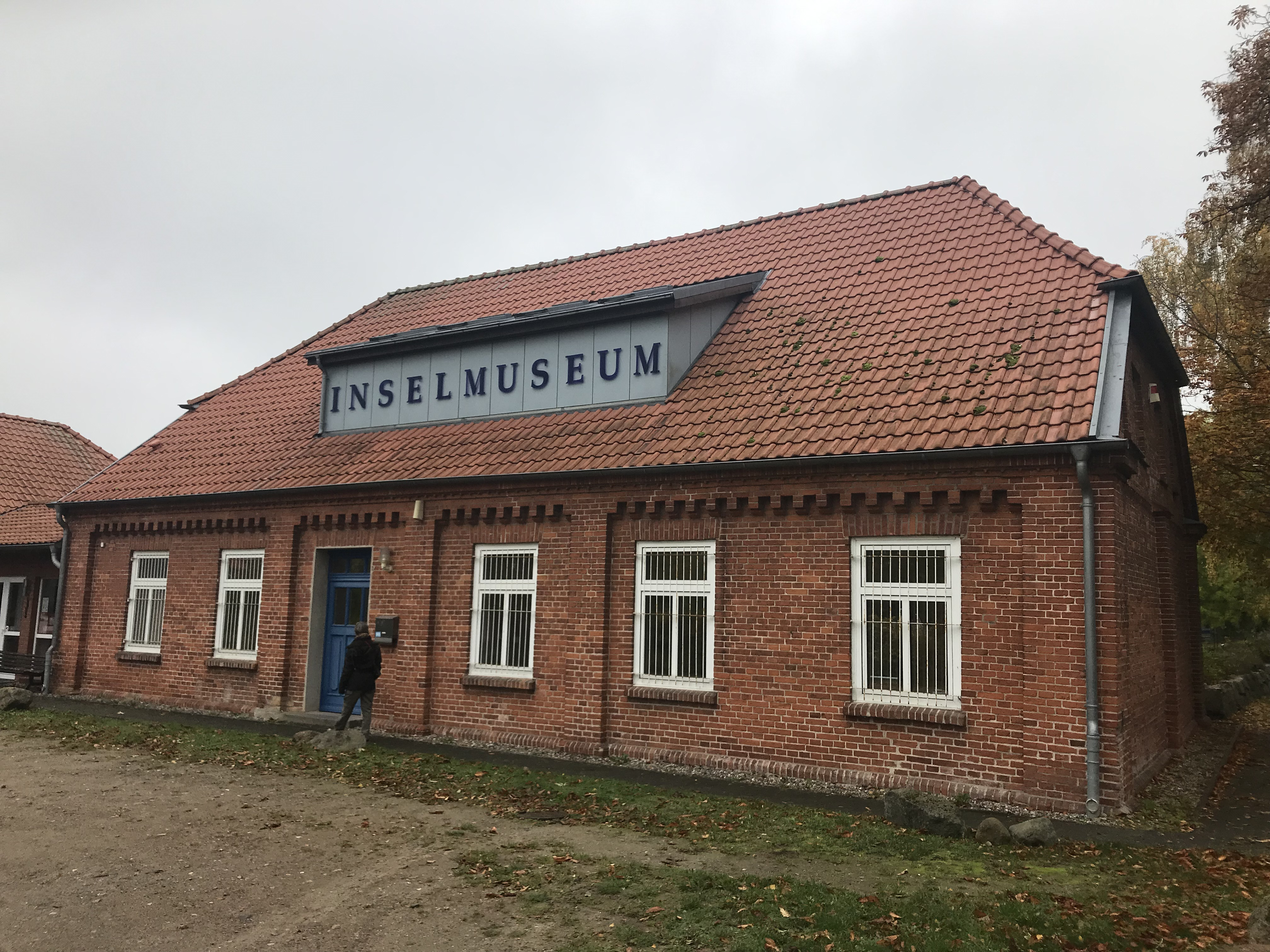
Das Inselmuseum

Das Inselmuseum auf der Ostseeinsel Poel befindet sich am Ortsrand von Kirchdorf im Möwenweg 4. Es ist der Geschichte, Kultur und Natur der Insel gewidmet.

## Geschichte
Ab etwa 1930 sammelten die Lehrer Wiechmann und Hensan – die Schule bestand seit 1806 – geologische Überreste und volkskundlich relevante Objekte auf der Insel als Anschauungsmaterial für den Unterricht im Fach Heimatkunde. Diese Objekte wurden 1957 als erste heimatkundliche Ausstellung in der Schule präsentiert. Ein Jahr später wurde die Ausstellung in eine Baracke der Viethschen Stiftung am Möwenweg verlagert, 1975 entstanden zwei dauerhafte Ausstellungsräume.
Nachdem das Erdgeschoss 1982 renoviert worden war, konnte das Museum mit seiner Ausstellungsfläche von 150 Quadratmetern, verteilt auf fünf Räume, am 3. Mai 1983 wiedereröffnet werden. 1985 übernahm Regina Jordan von Ursula Breidenmoser die Leitung des Hauses. 1989 folgte ihr Erika Koal, 1997 leitete Anne-Marie Röpcke das Museum, die bis 2011 das Amt führte. 1994 wurde das bis dahin vermietete Obergeschoss frei, so dass nach einer Gesamtsanierung des Bauwerks (während des meist weiterlaufenden Museumsbetriebs) in drei Bauabschnitten im Jahr 2006 die Wiedereröffnung erfolgte.
Ab 2001 entstand auf dem Außengelände ein Modell der Poeler Festung von 1618 im Maßstab 1:10. 2007 wurde der heutige Findlingsgarten eröffnet. 2009 wurde das Haupt- mit dem  Nachbargebäude verbunden, wo ein Vortragssaal entstand. Insgesamt stehen dem Haus seither 350 Quadratmeter Räumlichkeiten zur Verfügung.

## Exponate, Themen

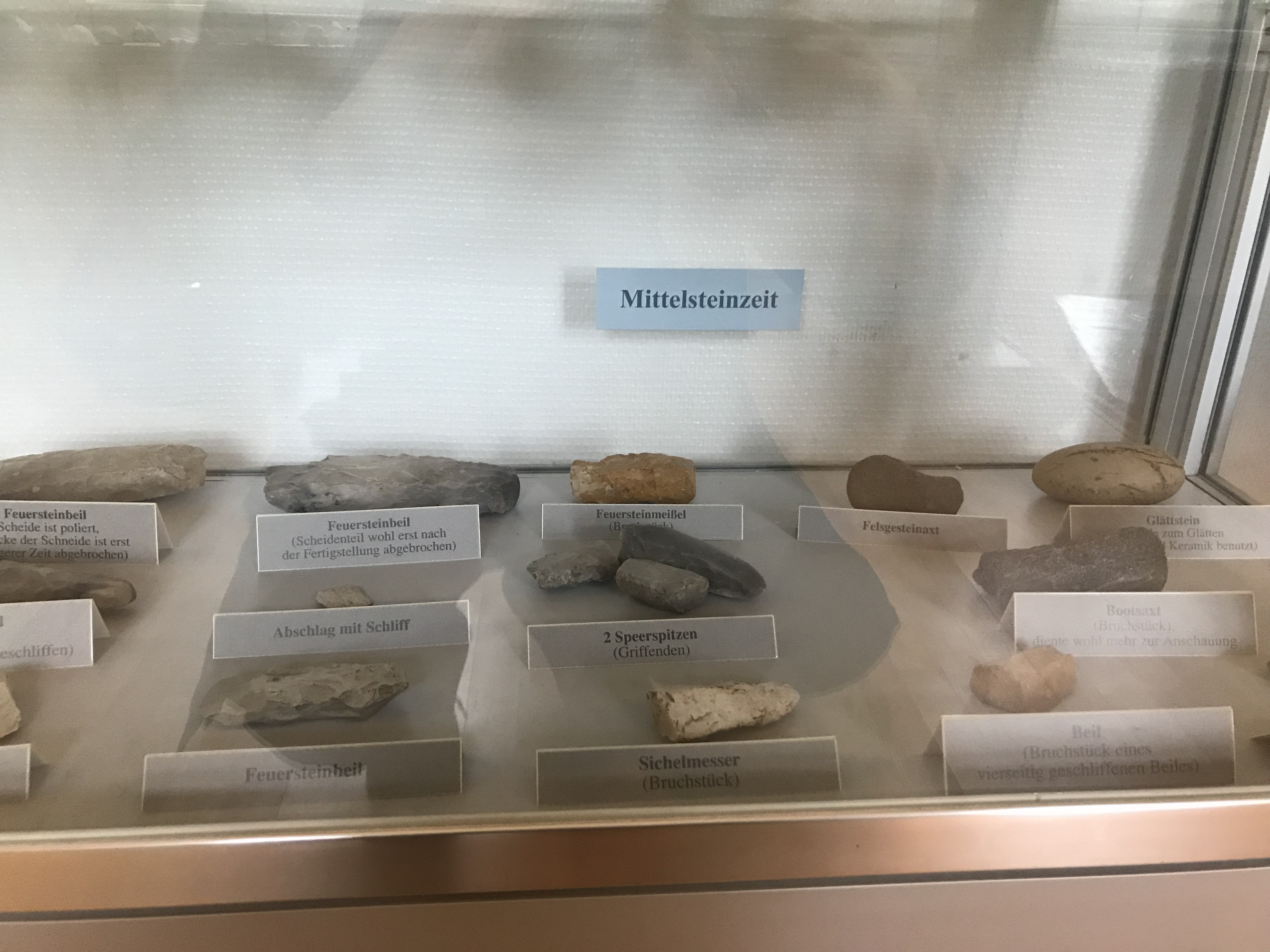
Fundstücke von Poel aus der Mittelsteinzeit, Inselmuseum

Die rund 6.000 Exponate wurden, sieht man von einigen Leihgaben ab, ausschließlich von der Inselbevölkerung beigesteuert, um die sich die Museumsleiterin bemühte. So trugen zeitweise acht Sammler zu den Beständen bei, darunter Frau Erika Basan und Erika Koal. Schwerpunkte des Hauses sind die Entstehung und Besiedlung der Insel seit dem Mesolithikum, die  Naturschutzgebiete Langenwerder und Rustwerder, auch „Fauler See“ genannt, der von Ghert Ewert Pilooths entworfene Festungsbau in Kirchdorf, dann die sogenannte Schwedenzeit (etwa 1648 bis 1803), schließlich die Postgeschichte der Insel sowie die Gedenkstätte für die 1945 versenkte Cap Arcona. Auch die landwirtschaftliche Entwicklung, der Pflanzenzüchter Hans Lembke, die Fischerei, der Bootsbau und die touristische Entwicklung bilden Teile der Ausstellung. Das gilt auch für geologische Exponate wie Geschiebe, die 150 Stücke der Privatsammlung des Geographielehrers J. Saegebarth, die im Jahr 2000 hinzukamen, oder den Riffschutt mit großen Bruchstücken von Stromatolithen sowie Seelilien und der Koralle Favosites, eine ausgestorbene Gattung von Tabulatkorallen. Den Findlingsgarten neben dem Museum legte 2007 Frau F. Nolte an.
Die Themen werden im Erdgeschoss in 26 Vitrinen und rund 350 Exponaten auf einer Gesamtfläche von 250 Quadratmetern dargeboten.

## Galerie, Veranstaltungsraum, Außengelände

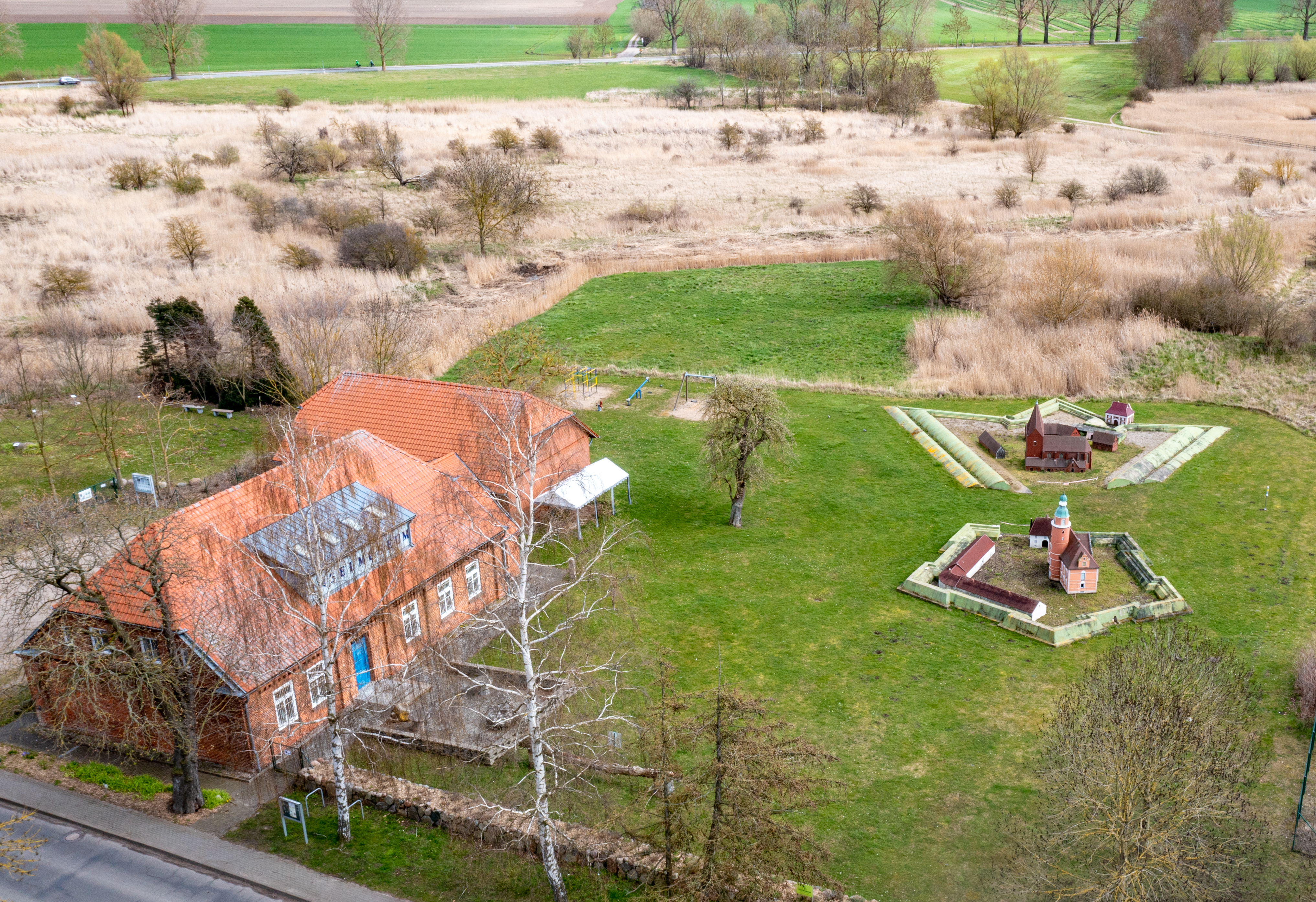
Inselmuseum mit Außengelände

In der Galerie werden Gemälde ausgestellt, wie Bilder des Mecklenburger Malers Karl Christian Klasen. Die Werke wurden dem Haus von der Karl-Christian-Klasen-Gesellschaft und von der Stiftung Mecklenburg als Dauerleihgabe zur Verfügung gestellt.
Im Veranstaltungshaus, dem Saal des Museums, der 2009 fertiggestellt wurde, finden 120 Besucher Platz. Dort werden auch Trauungen durchgeführt.
Auf dem Außengelände entstehen Modelle im Maßstab 1:10, darunter von der verfallenen und weitgehend abgetragenen „Feste Poel“. 2007 wurde dort auch der Poeler Findlingsgarten fertiggestellt, der sich mit der Insellandschaft auseinandersetzt. Dort befinden sich 65 Findlinge mit bis zu 9 Tonnen Gewicht.

## Fachbibliothek
Die Fachbibliothek des Hauses bietet 2000 mitunter antiquarische Bücher, Periodika und historisches Schriftgut.

## Belege
1. ↑  Das Poeler Inselblatt, Nr. 61, 6. Jahrgang, Dezember 1995, S. 13 (online, PDF).
2. ↑  Wilfried Krempien, Werner Schulz: Geologische Sammlungsbestände in Museen Mecklenburg-Vorpommerns, in: Mitteilungen der NGM 8,1 (2008) 3–24, hier: S. 10 (online, PDF).